# Reserva natural Hai Bar Carmel

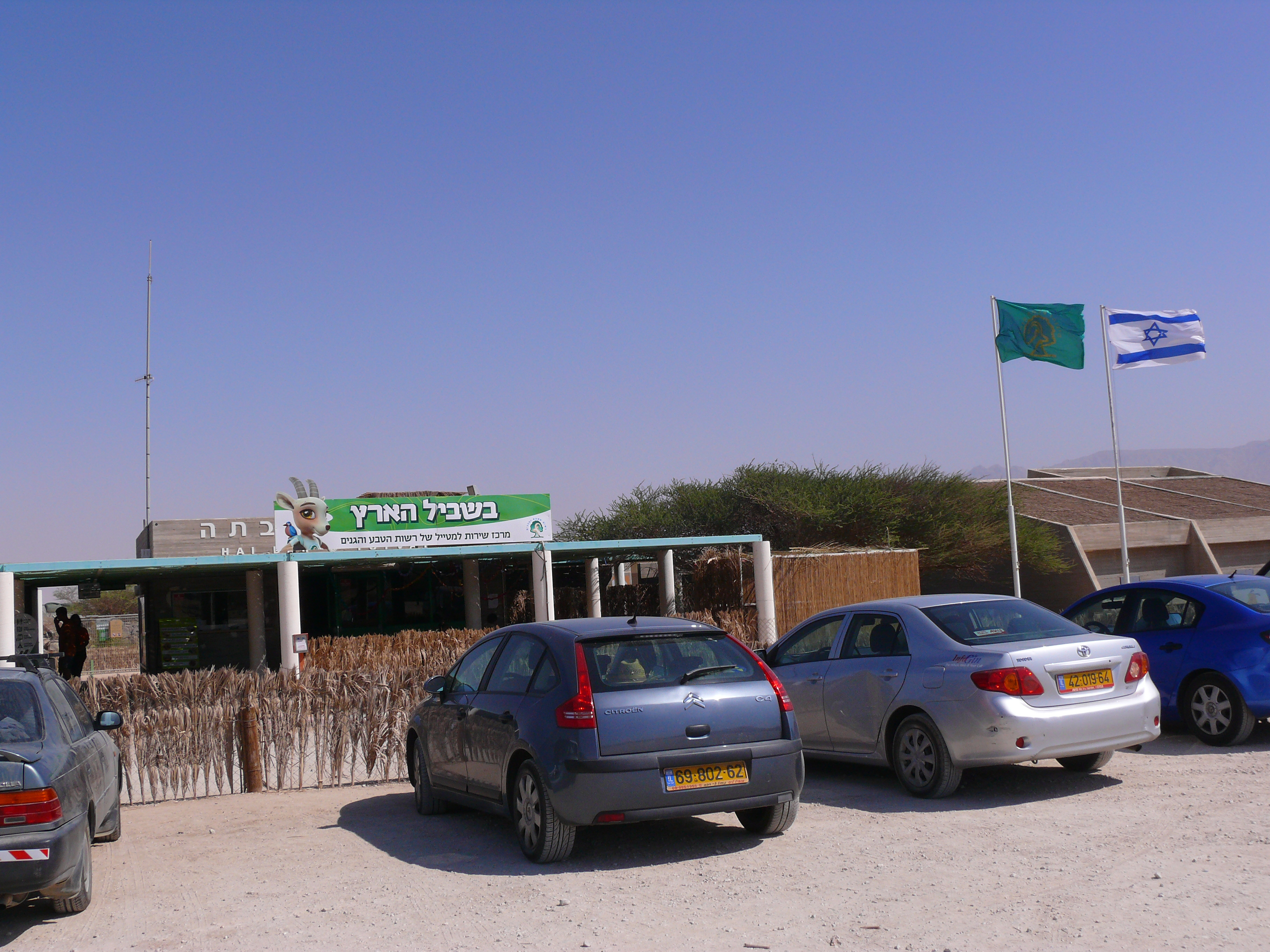
Entrada de la Reserva Natural

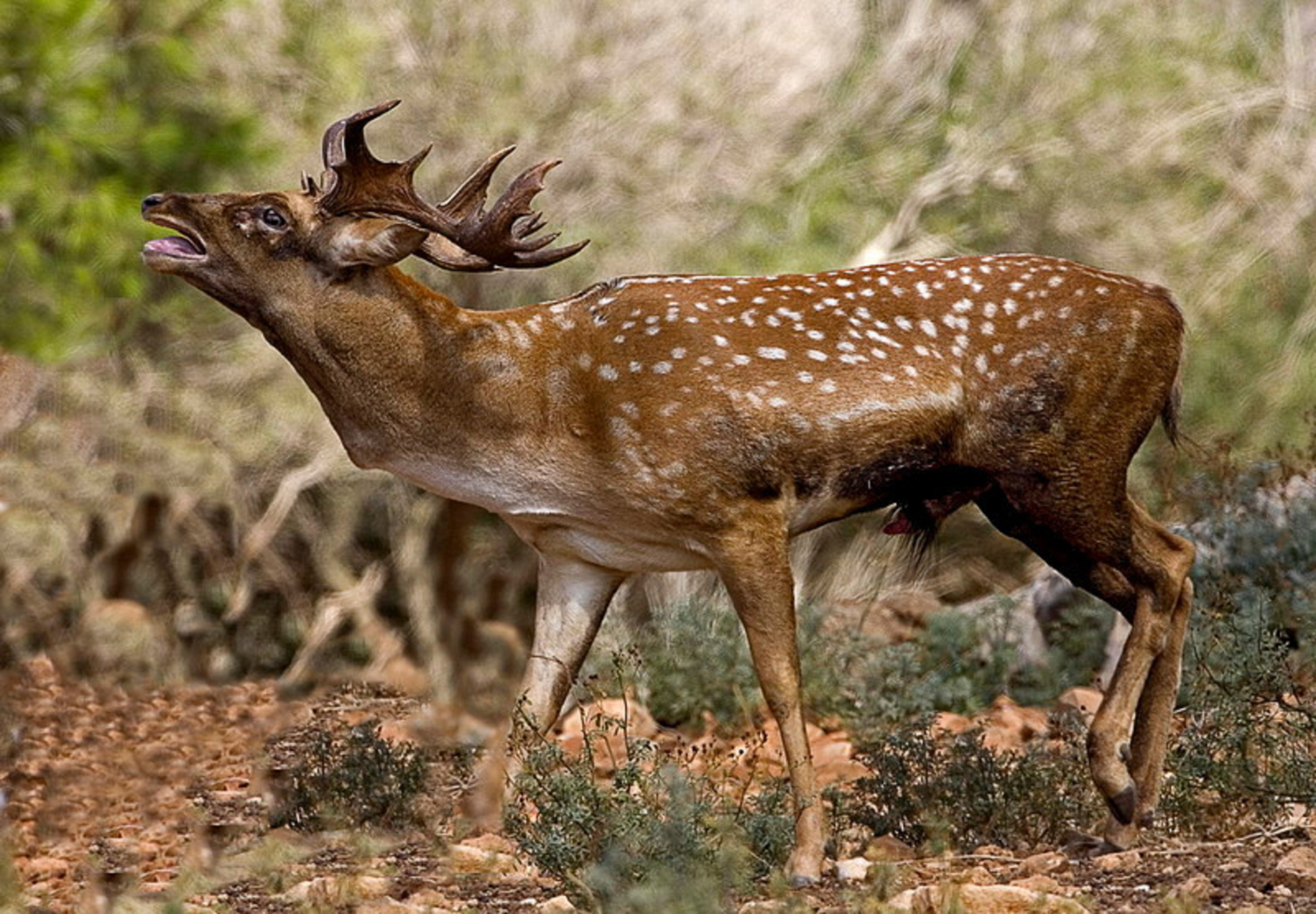
Gamo persa

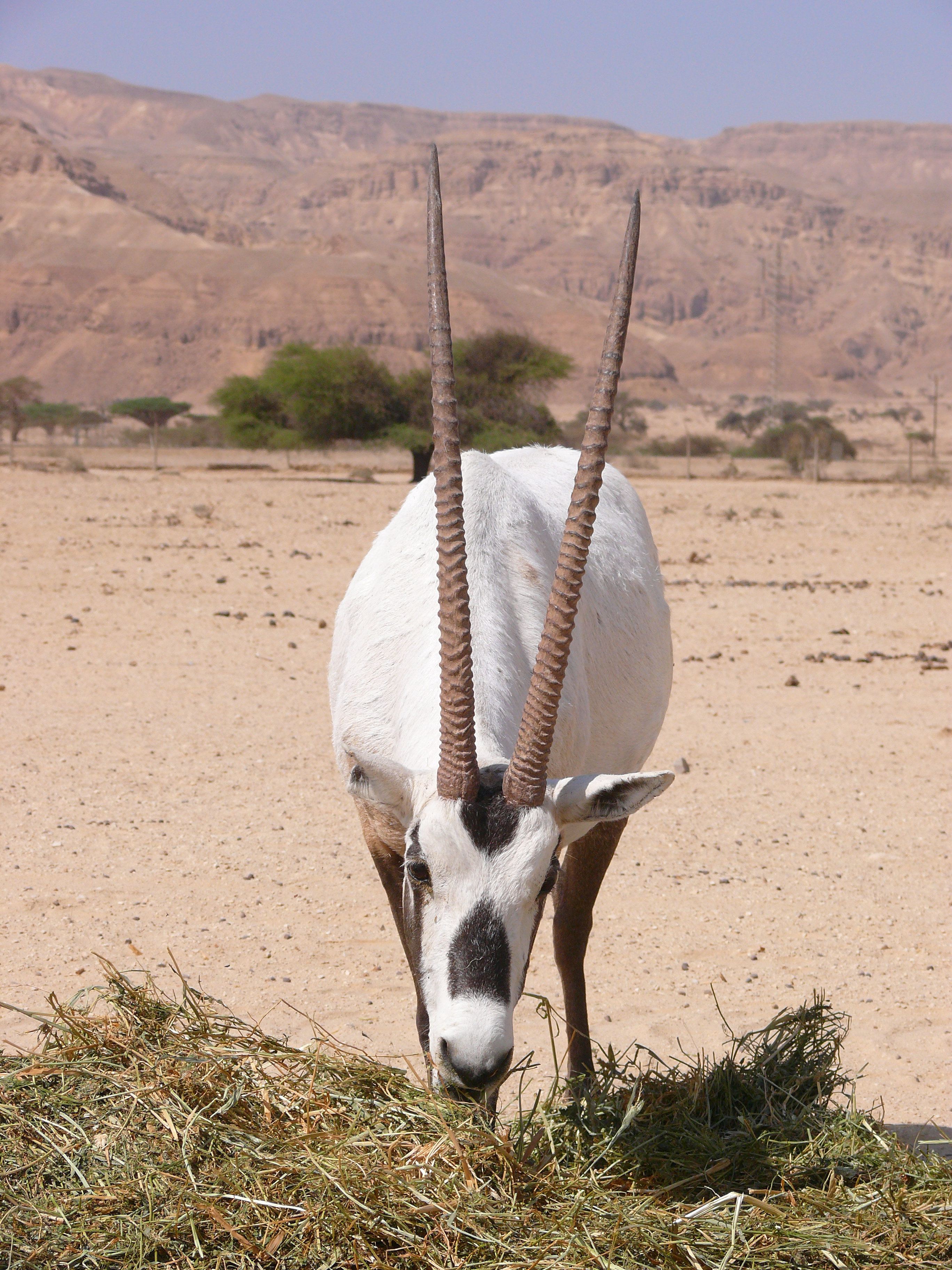
Oryx de Arabia

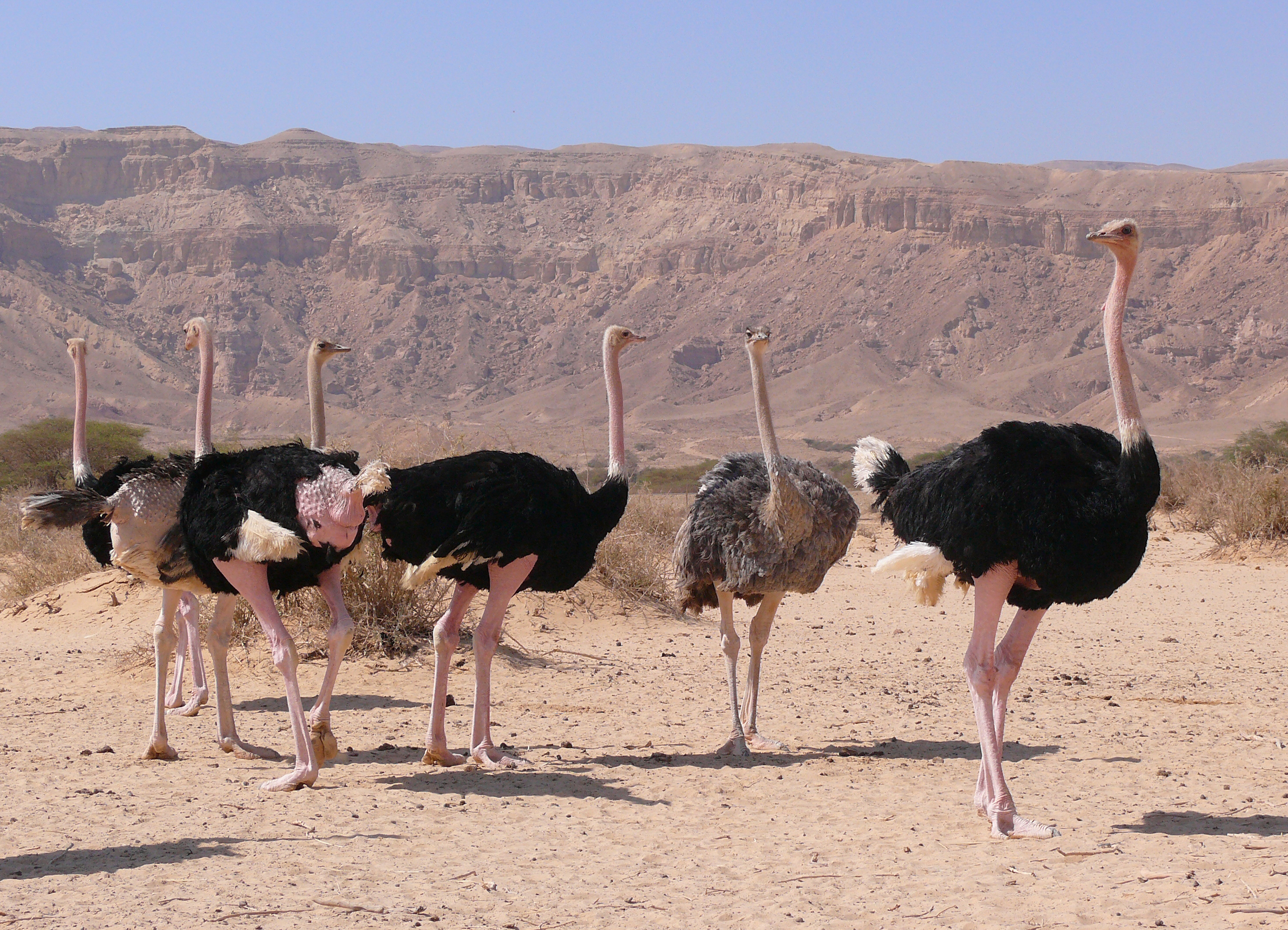
Bandada de avestruces en la reserva Hai Bar

La Reserva Natural Carmel Hai-Bar es un centro de reproducción y reaclimacion de 6.000 dunams (600 hectáreas), administrado por la Autoridad de la Naturaleza y Parques de Israel. Está ubicada en el Monte Carmelo, en el noroeste de Israel. El Carmelo Hai-Bar es de clima mediterráneo en contrapartida de la Reserva Natural Yotvata Hai-Bar que se encuentra en el desierto.
En la Reserva Natural Carmel Hai-Bar se crían animales en peligro de extinción y animales extinguidos en Israel, para la posible reintroducción en el bosque mediterráneo del norte de Israel.

## Especies protegidas
Algunas de las especies aquí protegidas son:
- Buitre leonado (Gyps fulvus)
- Gamo persa (Dama dama mesopotamica)
- Gacela de Montaña (Gazella gazella gazella)
- Corzo (Capreolus capreolus coxi)
- Águila de cola blanca (Haliaeetus albicilla)
- Salamandra (Salamandra infraimmaculata )